# Cantó de Chaumont-en-Vexin
El cantó de Chaumont-en-Vexin és una divisió administrativa francesa del departament de l'Oise i del districte de Beauvais. El cap cantonal és Chaumont-en-Vexin i agrupa 37 municipis.

## Municipis
| Municipi                   | Població* | Codi postal | Codi INSEE |
| -------------------------- | --------- | ----------- | ---------- |
| Bachivillers               | 346       | 60240       | 60038      |
| Boissy-le-Bois             | 166       | 60240       | 60080      |
| Boubiers                   | 370       | 60240       | 60089      |
| Bouconvillers              | 362       | 60240       | 60090      |
| Boury-en-Vexin             | 306       | 60240       | 60095      |
| Boutencourt                | 204       | 60590       | 60097      |
| Chambors                   | 304       | 60240       | 60140      |
| Chaumont-en-Vexin          | 3 078     | 60240       | 60143      |
| Courcelles-lès-Gisors      | 803       | 60240       | 60169      |
| Delincourt                 | 510       | 60240       | 60195      |
| Énencourt-Léage            | 115       | 60590       | 60208      |
| Énencourt-le-Sec           | 169       | 60240       | 60209      |
| Éragny-sur-Epte            | 552       | 60590       | 60211      |
| Fay-les-Étangs             | 368       | 60240       | 60228      |
| Fleury                     | 495       | 60240       | 60239      |
| Fresne-Léguillon           | 467       | 60240       | 60257      |
| Hadancourt-le-Haut-Clocher | 355       | 60240       | 60293      |
| Hardivillers-en-Vexin      | 129       | 60240       | 60300      |
| Jaméricourt                | 200       | 60240       | 60322      |
| Lattainville               | 159       | 60240       | 60352      |
| Lavilletertre              | 599       | 60240       | 60356      |
| Liancourt-Saint-Pierre     | 586       | 60240       | 60361      |
| Lierville                  | 245       | 60240       | 60363      |
| Loconville                 | 259       | 60240       | 60367      |
| Monneville                 | 740       | 60240       | 60411      |
| Montagny-en-Vexin          | 554       | 60240       | 60412      |
| Montjavoult                | 465       | 60240       | 60420      |
| Parnes                     | 338       | 60240       | 60487      |
| Reilly                     | 165       | 60240       | 60528      |
| Senots                     | 275       | 60240       | 60613      |
| Serans                     | 241       | 60240       | 60614      |
| Thibivillers               | 205       | 60240       | 60630      |
| Tourly                     | 167       | 60240       | 60640      |
| Trie-Château               | 1 460     | 60590       | 60644      |
| Trie-la-Ville              | 327       | 60590       | 60645      |
| Vaudancourt                | 151       | 60240       | 60659      |
| Villers-sur-Trie           | 293       | 60590       | 60690      |

* Dades del 1999

## Història
| Data d'elecció                           | Identitat        | Partit          | Qualitat   |
| ---------------------------------------- | ---------------- | --------------- | ---------- |
| 1945-1949                                | Daniel Gaignaire | PCF             | Metge      |
| 1949-1983                                | Jacques Blondeau | RPF després dvd |            |
| 1983-2004                                | Bernard Renaud   | RPR             | Agricultor |
| 2004-…                                   | Gérard Lemaitre  | UMP             |            |
| les dades anteriors no són pas conegudes |                  |                 |            |